# INSAT-3C
O INSAT-3C foi um satélite de comunicação geoestacionário indiano da série INSAT que esteve localizado na posição orbital de 74 graus de longitude leste, ele foi construído e também operado pela Organização Indiana de Pesquisa Espacial (ISRO). O INSAT-3C foi o segundo satélite da série INSAT-3. Todos os transponders forneceram cobertura sobre a Índia. O mesmo foi controlado a partir do mecanismo de controle mestre localizado em Hassan, Karnataka. O INSAT-3C foi destinado a continuar os serviços prestados pelos satélites INSAT-2DT e INSAT-2C que estavam chegando perto do fim de suas vidas úteis, além de melhorar e aumentar a capacidade do sistema INSAT. O satélite foi baseado na plataforma Insat-2/-3 Bus e sua vida útil estimada era de 12 anos. O INSAT-3C saiu de serviço, em julho de 2017, e foi enviado para a órbita cemitério.

## Lançamento
O satélite foi lançado com sucesso ao espaço no dia 23 de janeiro de 2002, às 23:46:57 UTC, or meio de um veículo Ariane-42L H10-3 a partir do Centro Espacial de Kourou, na Guiana Francesa. Ele tinha uma massa de lançamento de 2.750.

## Capacidade e cobertura
O INSAT-3C era equipado com 24 transponders em banda C normais, 6 transponders de XC, 2 transponders de de banda para rradiodifusão por satélite (BSS) e um transponder de serviço (MSS) móvel via satélite que fornece serviços de dados digitais de áudio e vídeo e para a Índia e países vizinhos.